# Імболк
Імболк (давньоірл. Imbolc, Imbolg) — одне з чотирьох головних свят кельтського язичницького календаря, свято закінчення зими і початку весни, а також відродження природи; його святкування припадало на 1 лютого. Інша назва цього свята — Óilmelc — вказує на його зв'язок з доїнням овець, яке переважно відбувалося саме в цей час. Цього переважно вітряного дня ворожили і наче б то часто спостерігали прояви магії. Припускають, що назва свята походить від давньоірл. слова folcaim, яке в перекладі означає «я мию», що вказує на очищення. Також Імболк асоціювався зі свічками — весняним сонцем, чиї сили невпинно зростають.

## Історія
Історія Імболка, імовірно, сягає дуже давніх часів, а саме періоду до приходу на Британські острови кельтів. Після їхнього прибуття свято тісно переплелося з культом богині достатку та вогню Бригітою. Ще пізніше, після перемоги й утвердження християнства, Імболк почав асоціюватися зі св. Бригітою Ірландською, а 1 лютого стало днем цієї святої. З часом свято було адаптоване християнською церквою і, як наслідок, стало частиною християнського календаря. Також поступово його узгодили з культом Діви Марії.

## Ритуали і звичаї
У різних регіонах кельтського світу існували відмінні ритуали та звичаї. Наприклад, в Ірландії на Імболк було прийнято припиняти всі польові та фермерські роботи. Крім того, деякі фермери орали церемонійну борозну у весняному полі, а іноді закопували свою лопату (або якесь інше знаряддя праці) у землю. Це була своєрідна інвокація задля багатого урожаю. Також часто на дверях, із зовнішнього боку, вішали частинки одягу або смужки тканини, які мали впіймати світло першого сонячного проміння Імболка і також світанкову росу. Цей одяг називали Brat Bride, тобто плащ Бригіти. Впродовж усього року його використовували для лікування. Також цього дня переважно відвідували цілющі джерела, насамперед ті, які були присвячені Бригіті. У Коннемарі із солом'яної мотузки, а саме з житньої соломи, виготовляли хрест у вигляді кола. Це хрест св. Бригіти Ірландської, який носили від дому до дому, а люди молилися за здоров'я й удачу. В південному Керрі бідняки одягалися в біле й імітували жебрущу Бригіту.
У Шотландії існував звичай виготовляти фігуру Бригіти з очерету й одягати її. Спереду на цю маріонетку прикріплювали мушлю, яку називали «зіркою-дороговказом». Після цього фігуру носили від дому до дому. Переважно цей ритуал виконувала молода жінка. Також часто на ніч на порозі залишали розсипаний попіл, а з настанням ранку перевіряли, чи Бригіта впродовж ночі вшанувала господаря дому своїм приходом. Її прихід вважали знаком удачі на цілий рік.
На острові Мен день 1 лютого називали Laa'l Breeshey, що в перекладі означає день Бригіти. Серед місцевих людей було прийнято залишати вхідні двері відчиненими, щоб богиня, а також різноманітні фейрі знали, що на них чекають, і могли зайти. Також інколи повністю звільняли й очищали хлів і залишали там свічку, ель і хліб (вечерю Бригіти). Все це також готували для духів, фейрі, а в пізніші часи — для святих, які могли завітати вночі. На острові Мен, як і в інших регіонах кельтського світу, існував звичай проводити у цей день ритуали прогнозування погоди. Вважалося, що сонячний Імболк є провісником довгої зими. Згідно з іншим віруванням, якщо Імболк був сонячний, то весна буде дощовою і сніжною.

## Сучасність
Імболк і досі святкують, наприклад, у деяких графствах Ірландії. Зокрема, деякі звичаї було відроджено, серед них і звичаї з плетеним хрестом Бригіти і з перевдяганням у біле. Найбільше їх дотримуються в містечку Кілдар, яке найчастіше асоціюють зі св. Бригітою Ірландською. У цій місцевості святкування цього, трохи трансформованого, свята набуло форми важливого і популярного місцевого фестивалю. Також існує вельми багато сучасного ірландського фольклору, що пов'язаний із святкуванням Імболка.